# Ski-Orientierungslauf-Asienmeisterschaften
Die Ski-Orientierungslauf-Asienmeisterschaften (engl. Asian Ski Orienteering Championships, kurz Ski-AOC oder ASOC) sind die kontinentalen Meisterschaften Asiens im Ski-Orientierungslauf.
Sie fanden bislang einmal 2012 im Rahmen des Weltcups in Kasachstan statt. Es nahmen Teilnehmer aus Kasachstan und Kirgistan teil.

## Austragungsorte
| Jahr | Datum                 | Austragungsland | Austragungsort   |
| ---- | --------------------- | --------------- | ---------------- |
| 2012 | 29. Februar – 4. März | Kasachstan      | Schtschutschinsk |

## Sprint

### Herren
| Jahr | Gold            | Silber         | Bronze         | Anmerkungen |
| ---- | --------------- | -------------- | -------------- | ----------- |
| 2012 | Michail Sorokin | Dennis Wlassow | Aslan Tokbajew |             |

### Damen
| Jahr | Gold          | Silber             | Bronze        | Anmerkungen |
| ---- | ------------- | ------------------ | ------------- | ----------- |
| 2012 | Olga Nowikowa | Elmira Moldaschewa | Daria Kornewa |             |

## Mittel

### Herren
| Jahr | Gold            | Silber         | Bronze         | Anmerkungen |
| ---- | --------------- | -------------- | -------------- | ----------- |
| 2012 | Michail Sorokin | Aslan Tokbajew | Dennis Wlassow |             |

### Damen
| Jahr | Gold          | Silber             | Bronze             | Anmerkungen |
| ---- | ------------- | ------------------ | ------------------ | ----------- |
| 2012 | Olga Nowikowa | Elmira Moldaschewa | Merujert Imaschewa |             |

## Lang

### Herren
| Jahr | Gold            | Silber         | Bronze         | Anmerkungen |
| ---- | --------------- | -------------- | -------------- | ----------- |
| 2012 | Michail Sorokin | Aslan Tokbajew | Dennis Wlassow |             |

### Damen
| Jahr | Gold          | Silber             | Bronze        | Anmerkungen |
| ---- | ------------- | ------------------ | ------------- | ----------- |
| 2012 | Olga Nowikowa | Elmira Moldaschewa | Daria Kornewa |             |

## Mixed-Team
| Jahr | Gold                                     | Silber                                            | Bronze |
| ---- | ---------------------------------------- | ------------------------------------------------- | ------ |
| 2012 | Kasachstan Michail Sorokin Olga Nowikowa | Kirgisistan Azamat Botschokojew Tolkunbek Kasymow |        |

## Ewiger Medaillenspiegel
(Stand nach der AM 2012)
| Platz | Land        | Gold | Silber | Bronze | Gesamt |
| ----- | ----------- | ---- | ------ | ------ | ------ |
| 1     | Kasachstan  | 7    | 6      | 6      | 19     |
| 2     | Kirgisistan | -    | 1      | -      | 1      |